# ورزشگاه پانزده خرداد کرمانشاه

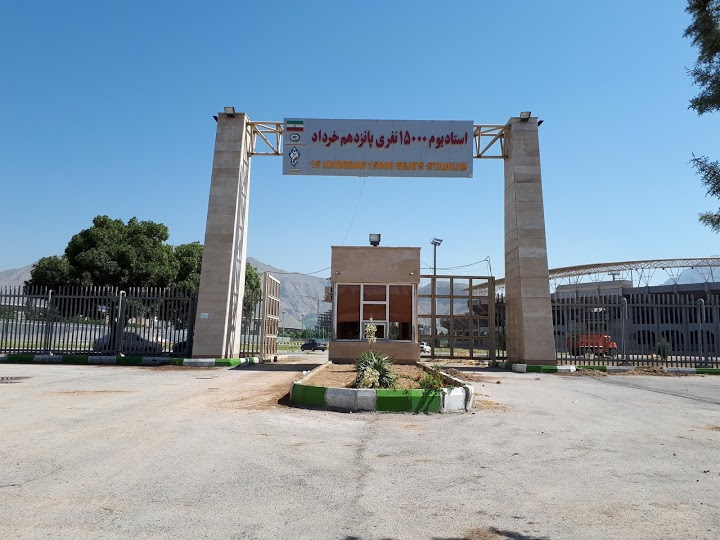

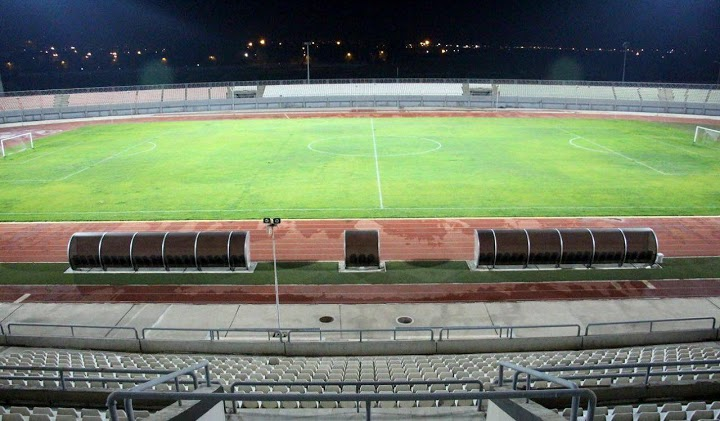

ورزشگاه پانزده خرداد نام یک استادیوم ورزشی در کرمانشاه است که شامل امکاناتی برای انجام ورزش‌های فوتبال و دو و میدانی است. این ورزشگاه در مجموعه ورزشی پانزده خرداد کرمانشاه قرار دارد. احداث آن از سال ۱۳۸۲ خورشیدی شروع شده و در ۲۲ بهمن ۱۳۹۳ افتتاح شده‌است.

## تاریخچه
مکان استادیوم ۱۵ هزار نفری،‌ در گذشته به یک پیست اسب‌دوانی تعلق داشت. آن پیست اسب‌دوانی در سال ۱۳۵۰ به عنوان سومین پیست اسب‌دوانی در ایران ساخته‌شد و تا سال ۱۳۸۱ محل برگزاری مسابقات سوارکاری بود. در سال ۱۳۸۱ کار ساخت استادیوم فوتبال با تخریب پیست اسب‌دوانی آغاز شد و تا سال ۱۳۹۳ ادامه پیدا کرد.

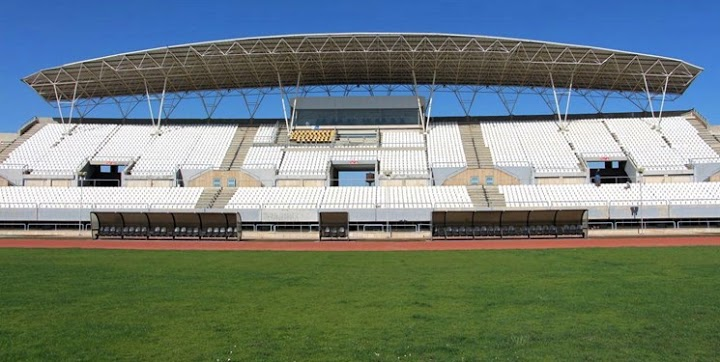

پروژه ورزشگاه ۱۵ هزار نفری فوتبال کرمانشاه در اواخر ۱۳۸۱ خورشیدی مطالعه و در سال ۱۳۸۲ خورشیدی وارد فاز اجرایی شد. از این زمان تا حدود ۳ سال این پروژه تحرک ویژه‌ای نداشت تا اینکه در سال ۱۳۸۵ خورشیدی محمد علی‌آبادی رئیس وقت سازمان تربیت بدنی کشور در سفر استانی خود به کرمانشاه خبر از تخصیص اعتبار ۱۵ میلیارد ریالی به پروژه ساخت این ورزشگاه داد.
او در همان سفر اعلام کرد که علاوه بر این بودجه مبلغ ۱۰ میلیارد ریال هم خود سازمان تربیت‌بدنی برای توسعه این ورزشگاه بودجه اختصاص خواهد داد.
فرایند توسعه و تجهیز این ورزشگاه چندین بار متوقف شد. عدم وجود بودجۀ لازم، بدقولی پیمانکاران، اشکال در جانمایی مکان استادیوم در شهر و تخریب چمن ورزشگاه از جمله دلائلی است که برای تأخیر در افتتاح پروژه بیان می‌شد.
این ورزشگاه در تاریخ ۲۲ بهمن ۱۳۹۳ توسط محمود گودرزی وزیر وقت ورزش و جوانان افتتاح شده‌است.
به مناسبت افتتاح ورزشگاه بازی دوستانه بین تیم ستارگان ایران در جام جهانی ۱۹۹۸ فرانسه و تیم پیشکسوتان کرمانشاه، در همان روز افتتاح برگزار شد که این بازی با نتیجه ۳ بر دو به سود تیم ستارگان ایران در جام جهانی ۱۹۹۸ فرانسه پایان یافت.
علیرغم این افتتاح، در طول سال‌های بعد استفاده از ورزشگاه ۱۵ هزار نفری کرمانشاه متوقف شد. این توقف بهره‌برداری تا جایی پیش رفت که امکانات این ورزشگاه به مرور زمان قابلیت‌های کاربردی خود را از دست دادند و ورزشگاه ۱۵ هزار نفری پانزده خرداد کرمانشاه به یک ورزشگاه متروکه تبدیل شد.
در اوایل سال ۹۷ جشنواره اسب اصیل کرد در این ورزشگاه برگزار شد و حضور اسب‌های متعدد در این جشنواره بر روی چمن، باعث تخریب آن شد.
در شهریور ۱۴۰۰ اعلام شد که از این ورزشگاه برای تمرینات ورزشکاران رشته‌های ورزشی فوتبال، دو میدانی و اسکیت استفاده می‌شود.

## امکانات و تجهیزات
وسعت کل ورزشگاه در حدود هفت هکتار با زیربنایی بالغ بر ۷۲۰۰ متر مربع است. زمین چمن طبیعی به همراه پیست تارتان ۸ خط، پیست دو ۱۱۰ متر، زمین پرتاب چکش و دیسک از جمله امکانات در نظر گرفته شده برای این ورزشگاه است.
پیرامون دیگر امکانات ورزشگاه شهدای ۱۵ خرداد کرمانشاه می‌توان از برج‌های نوری استاندارد در چهار گوشه زمین، صندلی‌های پلی‌اتیلن برای تماشاچیان، اسکوربورد تمام رنگی پیشرفته، بخش VIP، اتاق تمرین داوران و مربیان، رختکن، پارکینگ روباز به مساحت ۲۵ هزار مترمربع و سرویس‌های بهداشتی نام برد.
در دی ۱۴۰۱ رئیس هیات فوتبال استان کرمانشاه زمین چمن استادیوم پانزده خرداد کرمانشاه را غیراستاندارد، فاقد امکانات و غیرقابل استفاده و دروازه‌های این زمین را نیز غیراستاندارد و خطرآفرین دانست.

## میزبانی تیم بعثت کرمانشاه
افشین حسنی، مدیرعامل باشگاه فوتبال بعثت کرمانشاه در ۲۹ شهریور ۱۳۹۴ اعلام کرد که با موافقت مدیر کل ورزش و جوانان کرمانشاه، این تیم تمامی بازی‌های خانگی خود در لیگ دسته دوم باشگاه‌های کشور را در ورزشگاه تازه تأسیس ۱۵ هزار نفری ۱۵ خرداد کرمانشاه میزبانی می‌کند.
با این وجود در مرداد ۱۴۰۳ ناظر فدراسیون فوتبال در بازدید خود از این ورزشگاه که به منظور صدور مجوز برای انجام بازی‌های خانگی تیم فوتبال بعثت کرمانشاه انجام شد، وضعیت زیرساختی ورزشگاه ۱۵ خرداد را برای میزبانی رقابت‌های لیگ فوتبال تائید نکرد.

## تلاش برای برگزاری مسابقات خاص
مسئولین ورزشی استان کرمانشاه در برهه‌هایی تلاش کردند تا ورزشگاه ۱۵ هزار نفری کرمانشاه را برای برگزاری مسابقات مهم در سطح کشوری آماده کنند.

### تلاش برای میزبانی سوپرجام ۹۷
یکی از این تلاش‌ها، مربوط به میزبانی بازی جام در جام (سوپر جام) باشگاه‌های ایران در تیرماه ۱۳۹۷ بود. مسئولین ورزشی استان کرمانشاه از فروردین‌ماه تمایل و تلاش خود برای میزبانی این بازی را در ورزشگاه پانزده خرداد کرمانشاه اعلام کردند.
هرچند با قهرمانی استقلال در جام حذفی ۹۷–۱۳۹۶ بازی سوپرجام تبدیل به دربی حساس سرخابی‌های پایتخت شد و نهایتاً به دلیل انصراف تیم استقلال به‌طور کل برگزار نشد.

### میزبانی فینال جام حذفی ۹۸–۱۳۹۷
در ۱۶ دی ۱۳۹۷ صابر رحیمی، مدیرکل ورزش و جوانان استان کرمانشاه در یک نشست خبری اعلام کرد: «مسابقه فینال جام حذفی باشگاه‌های کشور با حمایت استاندار و رایزنی‌های فراوانی که انجام شد به کرمانشاه خواهد رسید تا فوتبال دوستان کرمانشاهی بتوانند از نزدیک شاهد یک رقابت مهم باشند.اما این وعده محقق نشد و در نهایت  این مسابقه در ورزشگاه فولاد آرنا، شهر اهواز برگزار شد. »